# Baldwin City
Pour les articles homonymes, voir Baldwin.
Baldwin City est une municipalité américaine située dans le comté de Douglas au Kansas.

## Géographie
Baldwin City se trouve à une vingtaine de kilomètres au sud de Lawrence.
La municipalité s'étend alors sur une superficie de 2,64 milles carrés (6,84 km2), dont 0,02 mille carré (0,05 km2) d'étendues d'eau.

## Histoire
La localité est fondée sous le nom de Palmyra en 1854. Le bureau de poste de Palmyra ouvre en 1857 sur la piste de Santa Fe.
L'année suivante, l'université Baker — la plus ancienne université du Kansas — y ouvre ses portes ; la ville est alors renommée en l'honneur de John Baldwin, un bienfaiteur de l'université,. Baldwin City devient une municipalité le 22 septembre 1870.

## Démographie
Lors du recensement de 2010, sa population est de 4 515 habitants.
Selon l'American Community Survey de 2018, la population de la ville est blanche à 89 %, métisse à 6 %, afro-américaine et amérindienne à 2 %. Ville universitaire, Baldwin City connaît un âge médian de 31,8 ans, inférieur à l'âge médian américain de 37,9 ans. Le niveau d'éducation y est également supérieure à la moyenne du pays : 96 % de sa population adulte disposant d'un diplôme de high school et environ 45 % disposant d'un diplôme universitaire.

## Patrimoine
Baldwin City compte plusieurs sites et monuments inscrits au Registre national des lieux historiques.
Parmi ceux-ci, de nombreux lieux sont des bâtiments liés à l'université Baker : le hall du vieux château, ouvert en 1858 et ayant servi de premier site de l'université avant de devenir un musée, le hall Parmenter Memorial, construit à partir de 1865 avec un toit mansardé influencé par le style Empire français, la bibliothèque Case édifiée en pierre calcaire entre 1904 et 1907 dans un style néoclassique et la maison de William A. Quayle, un bungalow construit en 1913 dans un style néo-colonial par le président de l'université Baker et étendu en 1921.

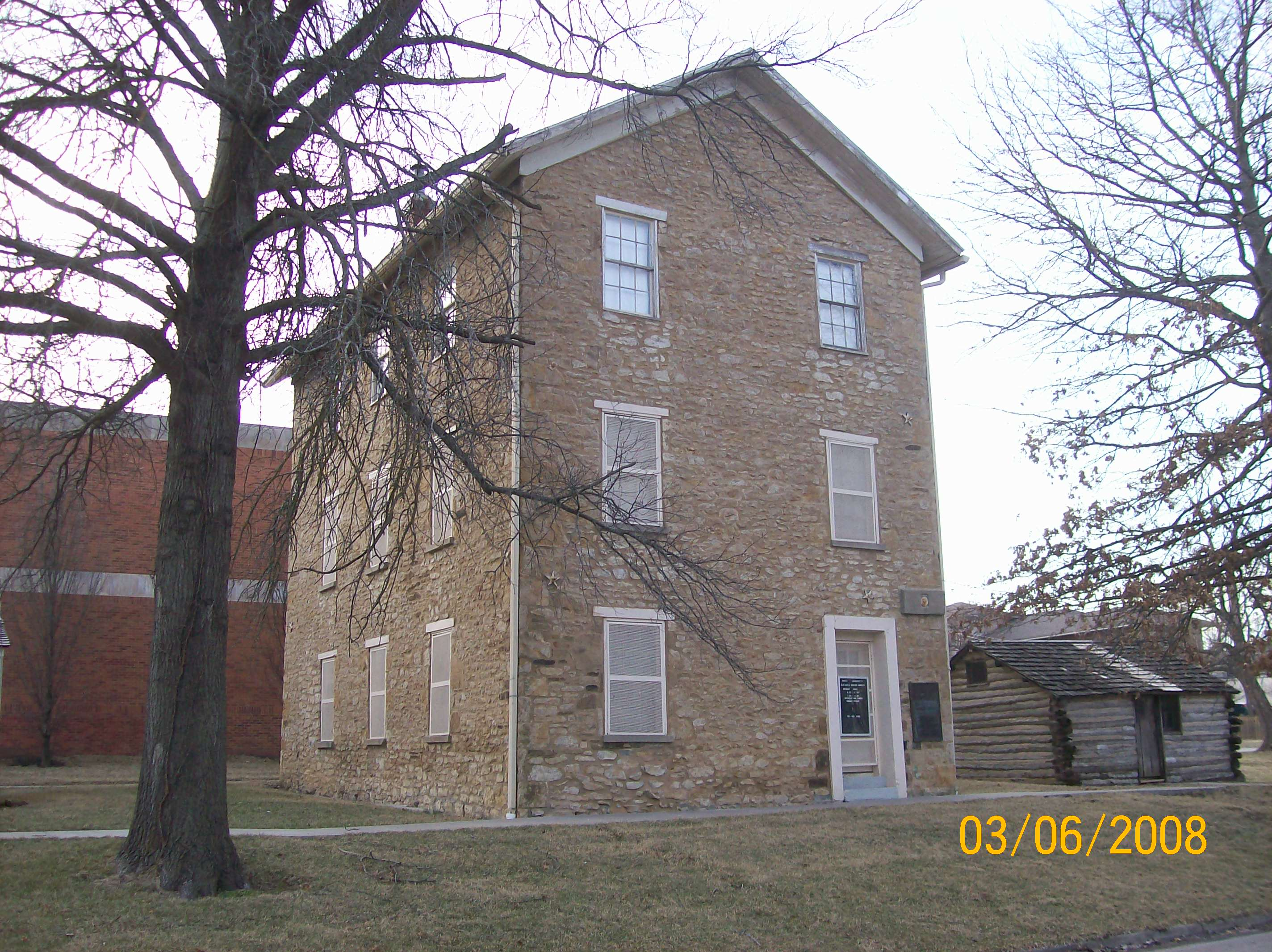
Le hall du vieux château.
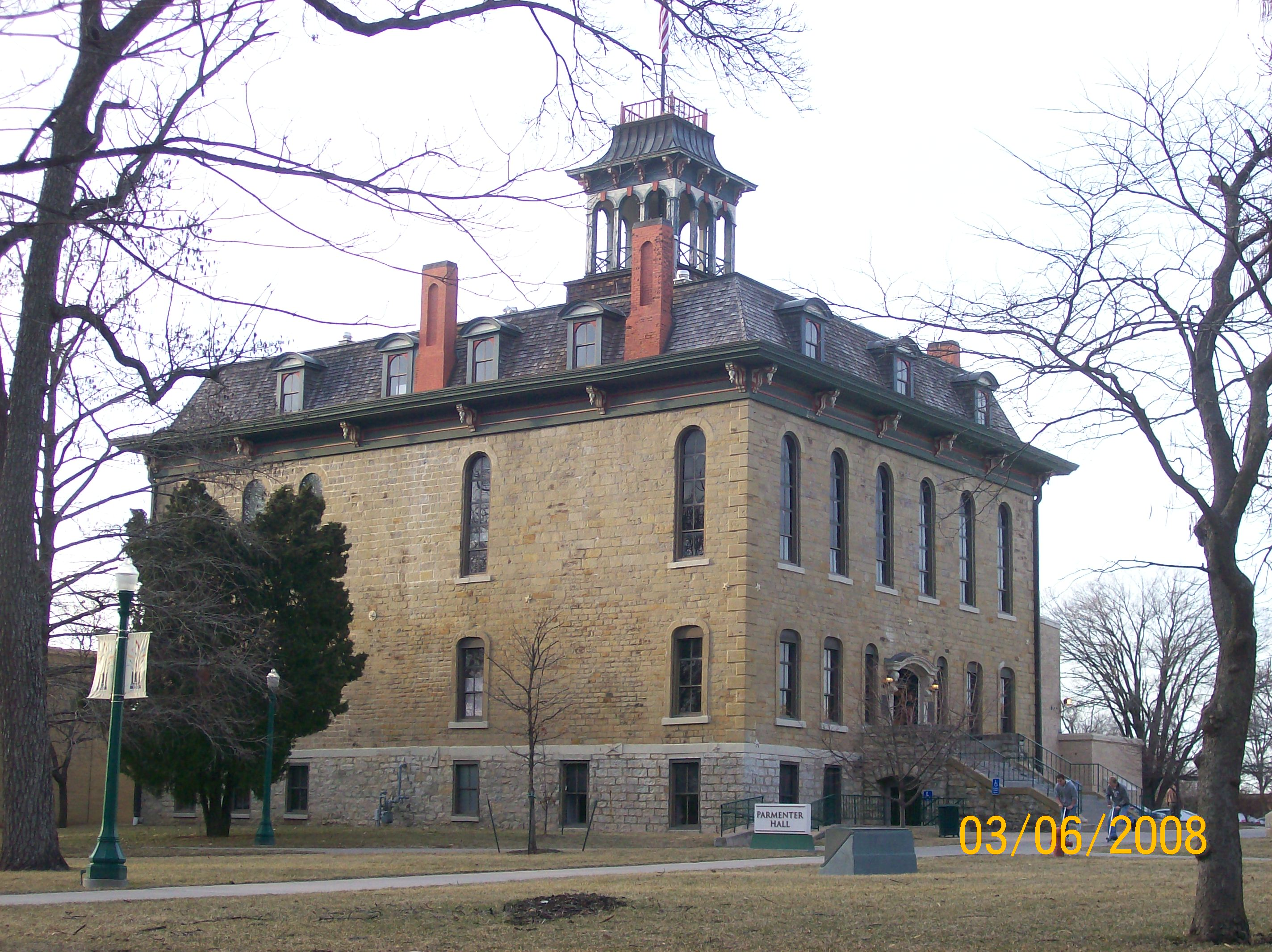
Le hall Parmenter.
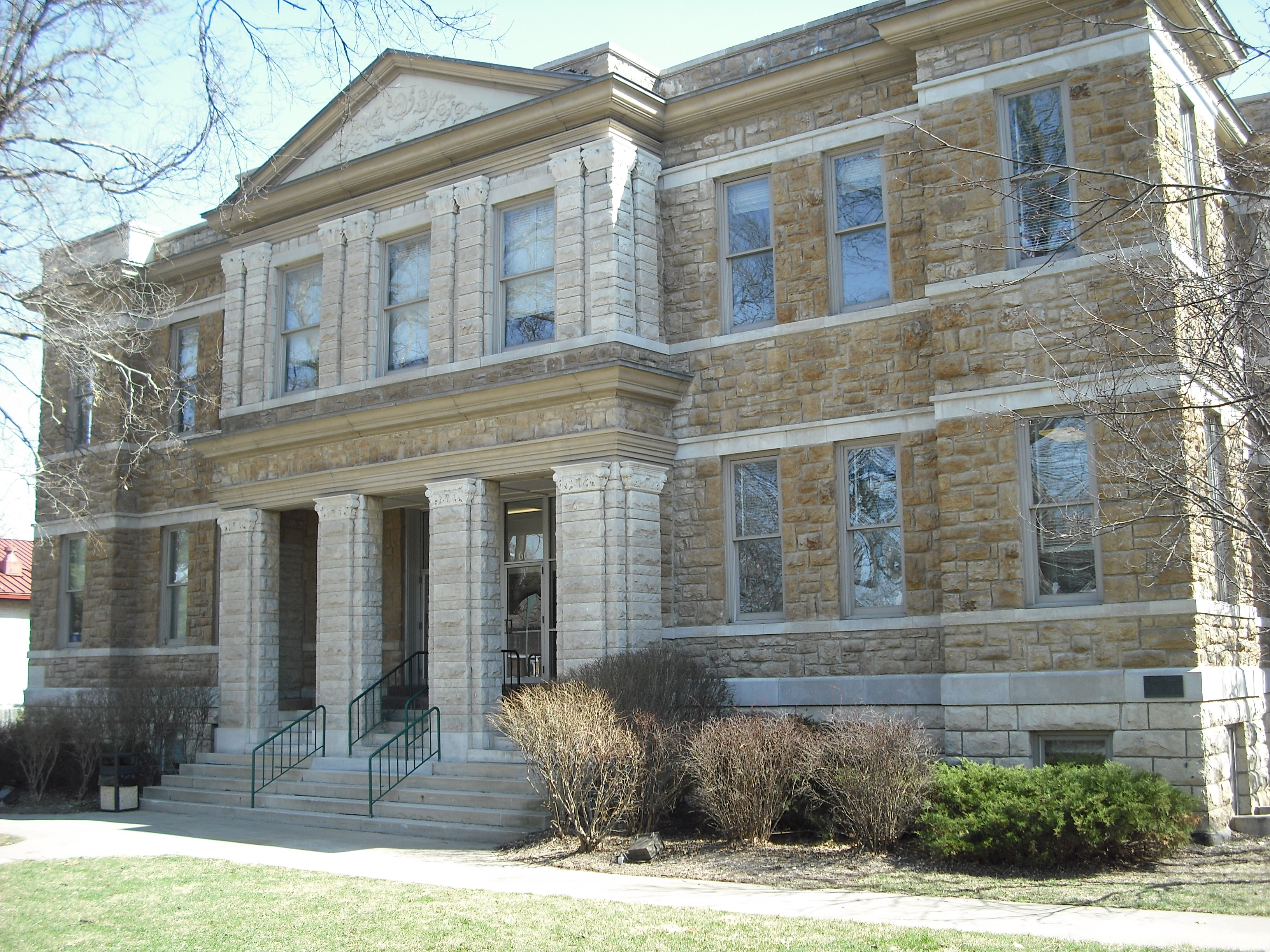
La bibliothèque Case.
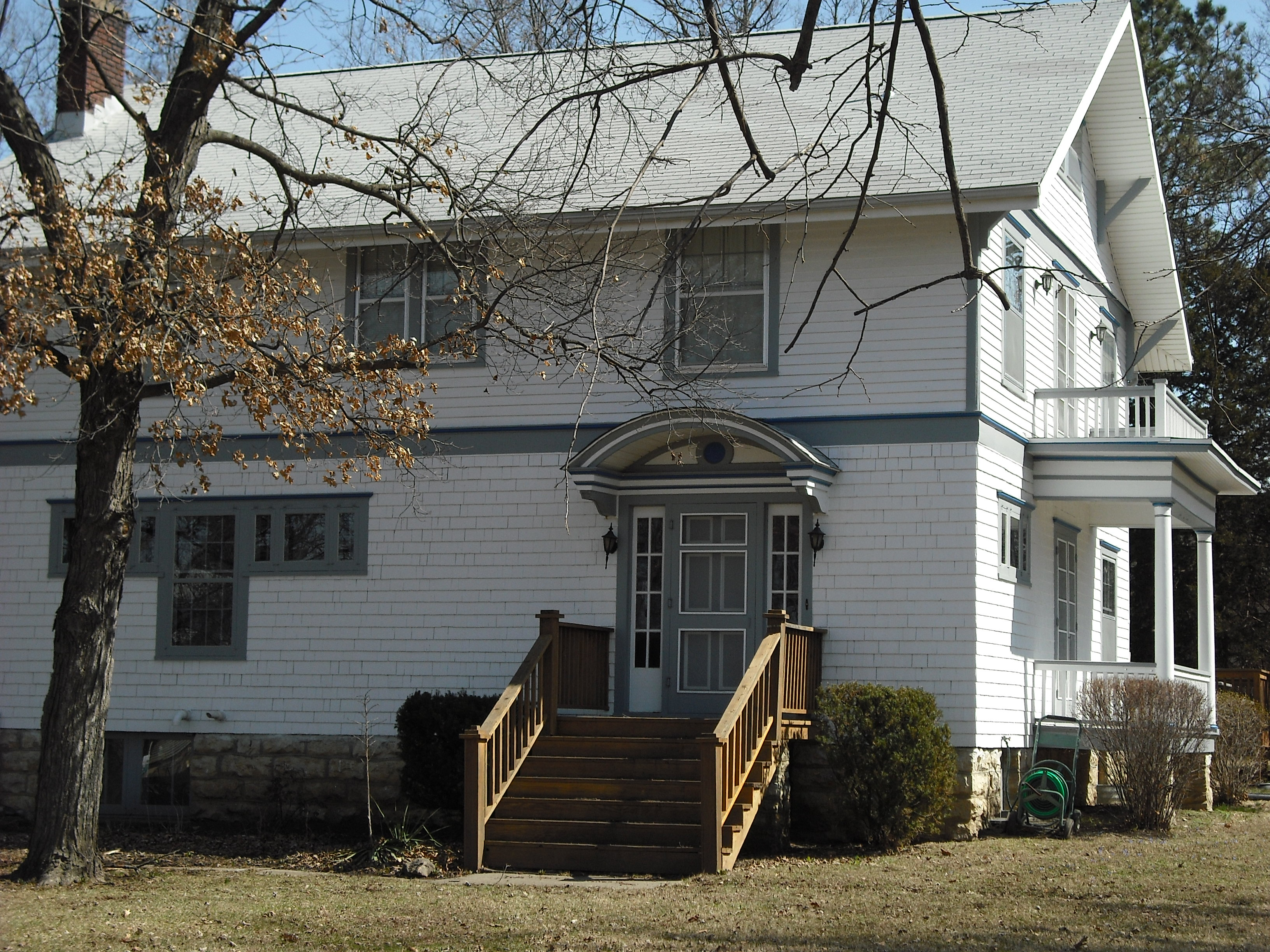
La maison Quayle.

En dehors du campus, sont inscrits sur le registre national la gare de l'Atchison, Topeka and Santa Fe Railway, bâtiment de briques jaunes d'un étage qui constitue un exemple typique des gares américaines du début du XXe siècle, ainsi que l'ancienne école municipale, dont le bâtiment principal est construit au début des années 1920 par l'architecte Charles A. Smith et dont l'auditorium-gymnase est construit selon les plans de Thomas Williamson durant les années 1940 dans le cadre de la Work Projects Administration.

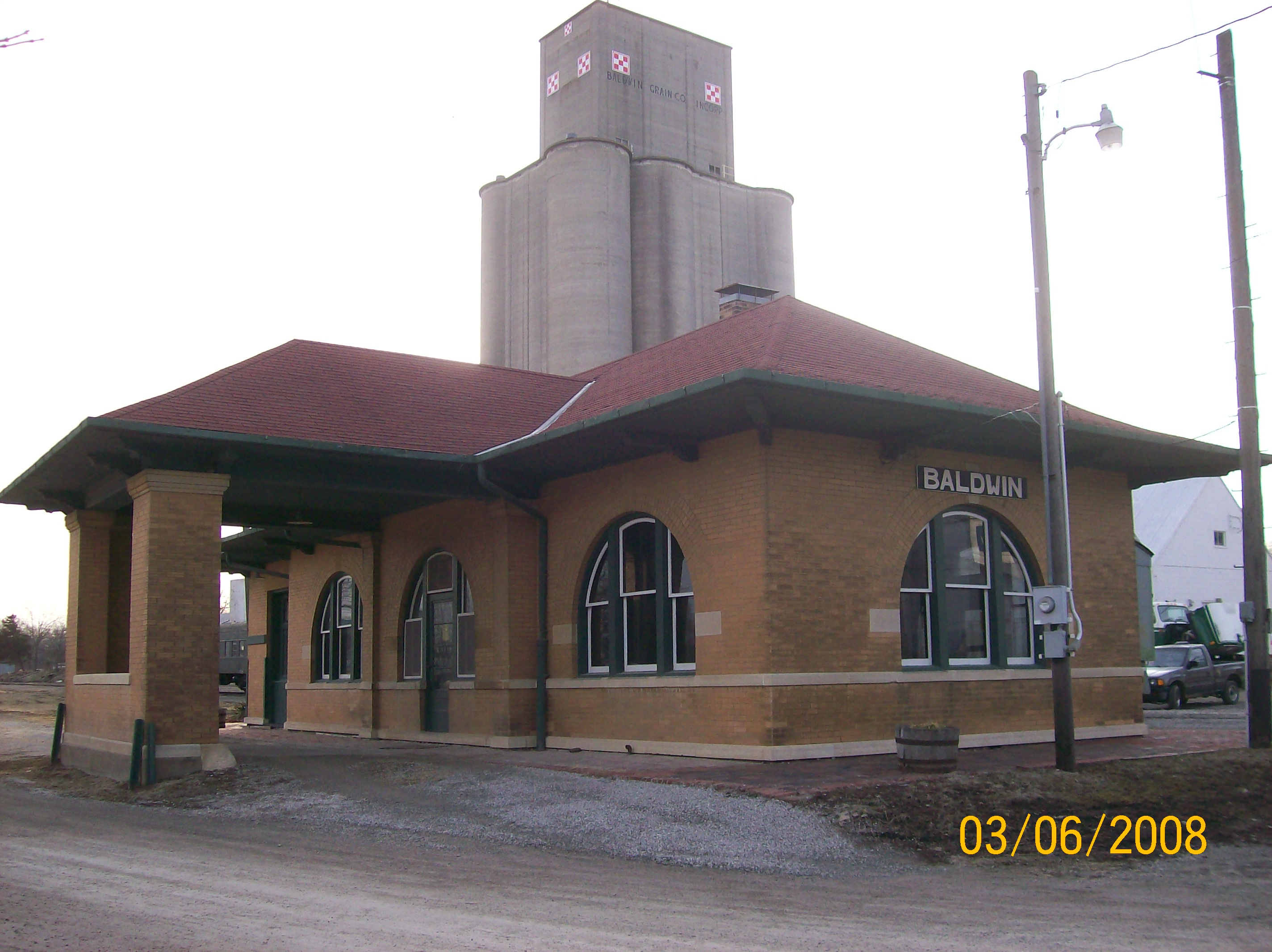
La gare du Santa Fe.
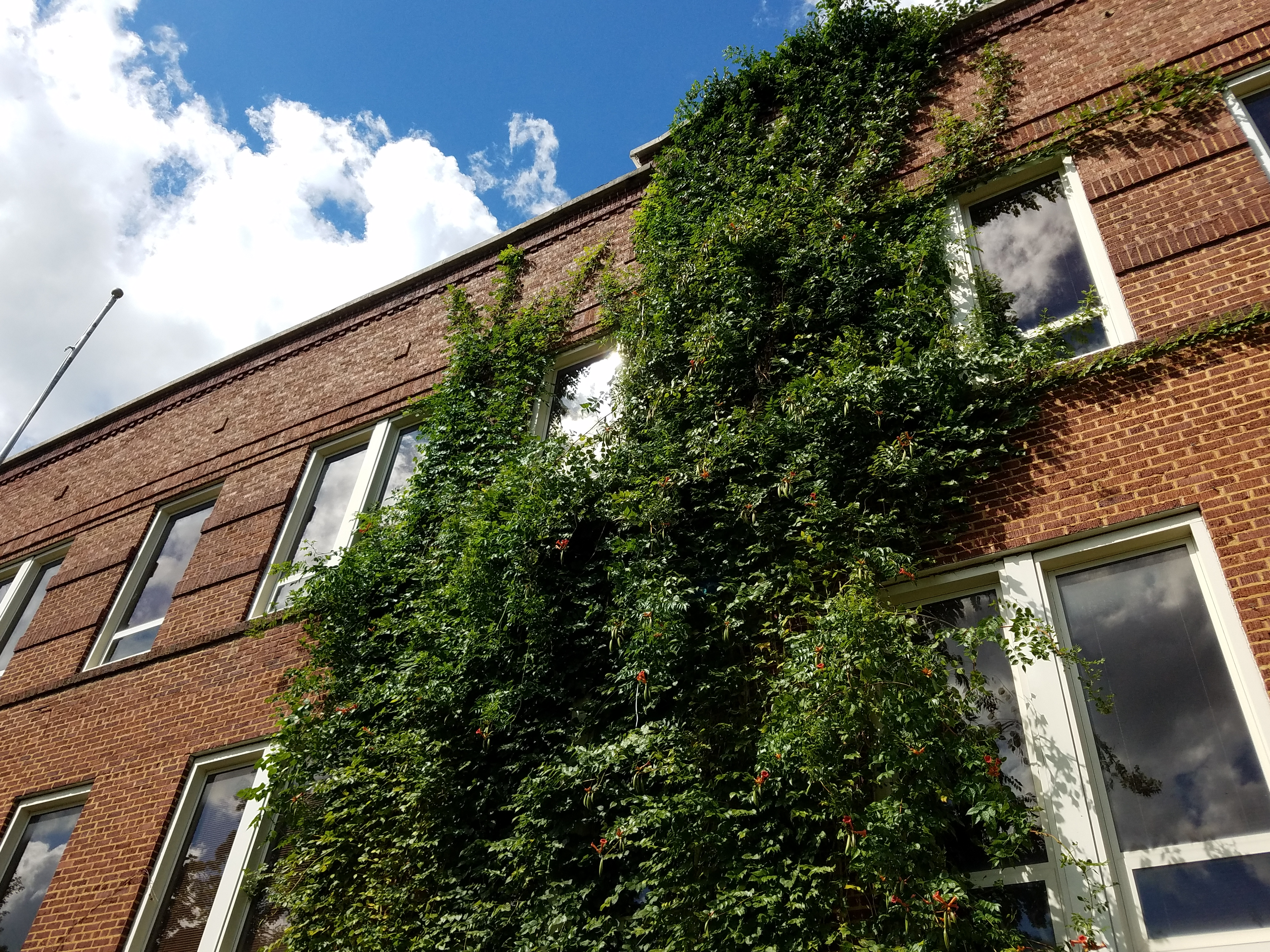
L'ancienne école.
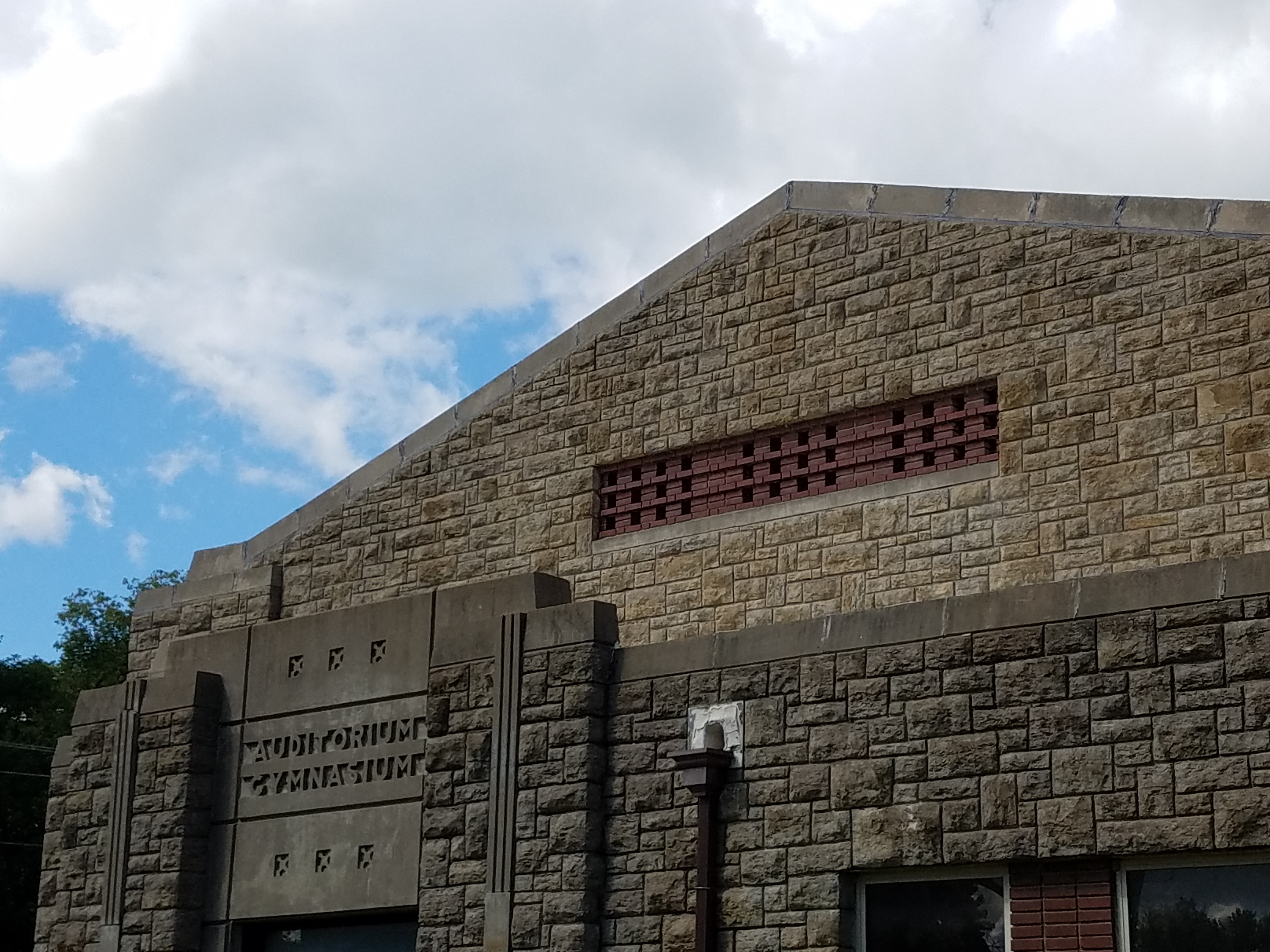
L'auditorium-gymnase.